# Sichtungskategorie
Die Einteilung von Patienten in  Sichtungskategorien ist das Ergebnis der Sichtung (auch Triage genannt) bei einem Massenanfall von Verletzten oder Erkrankten.
Diese Kategorisierung ermöglicht die Planung und den gezielten Einsatz der notfallmedizinischen Ressourcen, die zur Bewältigung des Einsatzes notwendig sind. Damit werden zum Beispiel Rettungsmittel angefordert, nachfolgende Einsatzkräfte schnell eingewiesen und die Versorgung (z. B. innerhalb eines Behandlungsplatzes) strukturiert.
Die Einteilung in Sichtungskategorien berücksichtigt neben der Verletzung/Erkrankung auch die Ressourcen, die zur Behandlung zur Verfügung stehen. Dies ist ein wesentlicher Unterschied zu anderen Scoring-Systemen für die medizinische Klassifikationen/Prognosen von Verletzungen oder Erkrankungen, die eher auf den individuellen Bedarf eines Patienten zugeschnitten sind.

## Aktuelles System
Die heute verwendete Systematik ist weltweit nahezu einheitlich, für einige europäische Staaten (Belgien, Deutschland, Griechenland, Großbritannien, Österreich, Schweiz, Ungarn) gilt der detaillierte Entschluss einer Konsenskonferenz des Jahres 2002 (Einberufen von der deutschen Schutzkommission beim Bundesministerium des Innern):
| Kategorie    | Patientenzustand                | Konsequenz                                           | Farbe |
| ------------ | ------------------------------- | ---------------------------------------------------- | ----- |
| T1, SK1, I   | akute, vitale Bedrohung         | Sofortbehandlung                                     | rot   |
| T2, SK2, II  | schwer verletzt/erkrankt        | aufgeschobene Behandlungsdringlichkeit, Überwachung  | gelb  |
| T3, SK3, III | leicht verletzt/erkrankt        | spätere (ggf. ambulante) Behandlung                  | grün  |
| T4, SK4, IV  | ohne Überlebenschance, sterbend | betreuende (abwartende) Behandlung, Sterbebegleitung | blau  |

Tote werden nicht von diesem System erfasst, gebräuchlich ist jedoch die Kennzeichnung mit schwarzer Farbe. Unverletzte werden ebenfalls nicht von diesem System erfasst, sie werden vom Betreuungsdienst namentlich registriert.
Dieses System übernimmt die wesentlichen Elemente des militärischen NATO-Standards (siehe unten) und ist von Benennung und Farbgebung kompatibel. Es besteht jedoch ein Unterschied in der direkten Vorgabe von prinzipiellen Schweregraden und in der flexibleren Zuordnung der Transportpriorität.

## Einteilung
Die Einteilung in die Sichtungskategorien (Triage) ist abhängig von der Anzahl der Patienten, der Schwere der Verletzungen und dem zur Verfügung stehenden medizinischen Personal und kann je nach Einsatzverlauf unterschiedlich ausfallen.
Wenn zunächst wenig Ressourcen vorhanden sind, dann werden nicht unmittelbar lebensgefährliche Verletzungen eventuell zunächst in die Kategorie III (verzögerte Behandlung) eingeordnet, auch wenn sie nach individualmedizinischen Gesichtspunkten normalerweise intensiver versorgt werden müssten (z. B. ein offener Knochenbruch). Patienten, die sehr viel Zeit und Hilfe in Anspruch nehmen (z. B. eine Reanimation), werden unter diesen Umständen in die Kategorie IV eingeordnet.
Stehen dann im weiteren Verlauf mehr Möglichkeiten zur Verfügung, werden diese Einteilungen wieder geändert. Die Einteilung in Sichtungskategorien ist also ein dynamischer Prozess, der mehrmals wiederholt und den momentanen Umständen angepasst wird. Ziel ist die bestmögliche Hilfe für alle Patienten mit den zu diesem Zeitpunkt am Notfallort vorhandenen Mitteln.

## Dokumentation/Kennzeichnung
Die Sichtungskategorie wird in der Regel auf einer Verletztenanhängekarte dokumentiert. Mittlerweile existiert jedoch ein elektronisches System. Üblich ist die Dokumentation in Form der Angabe „T“ (für Triage) und einer Ziffer 1–4, in römischen Ziffern I-IV und/oder als Farbkennung.
Bei der Farbcodierung sollte für Helfer mit Farbenfehlsichtigkeit und wegen der erschwerten Erkennbarkeit von Farben bei ungünstigen Beleuchtungsverhältnissen die Sichtungskategorie zusätzlich im Klartext (I-IV) aufgedruckt werden.
Bezüglich (radioaktiv) kontaminierter Patienten wird von der Konsensuskonferenz vorgeschlagen, diese zusätzlich mit einem gelben Dreieck zu markieren.

### Transportpriorität
Früher ging die Sichtungskategorie mit einer Einteilung in die Transportreihenfolge einher. Patienten der Kategorie T1 wurden demnach bevorzugt transportiert, T2 verzögert, T3 zum Schluss. Das ist einem modernen Rettungswesen mit einer Vielzahl unterschiedlicher Möglichkeiten nicht mehr angemessen, deshalb teilt man heute jeder Kategorie eigene Transportprioritäten a und b zu:
| Kennung | Bedeutung                     |
| ------- | ----------------------------- |
| a       | hohe Transportpriorität       |
| b       | niedrigere Transportpriorität |
| keine   | Transport zum Schluss         |

Die tatsächliche Reihenfolge des Transports wird dann je nach für die einzelne Sichtungskategorie verfügbaren geeigneten Rettungsmitteln gewählt.

## Geschichte

### Pirogowsches Sichtungsprinzip (ca. 1860)
Der russische Militärchirurg Nikolai Iwanowitsch Pirogow (1810–1881) entwickelte aus seinen Erfahrungen im Kaukasischen Krieg und im Krimkrieg abgestufte Behandlungsverfahren und das Prinzip der „Krankenzerstreuung“ (verteilte Behandlung von Verletzten/Erkrankten) zur Ordnung auf den überfüllten Verbandplätzen mit Einteilungen der Verwundeten in fünf Stufen:
| Einstufung | Bedeutung | Konsequenz                      |
| ---------- | --- | ------------------------------- |
| 1          | Hoffnungslose | vor Ort/bei der Truppe belassen |
| 2          | lebensgefährlich Verletzte, die sofortiger Behandlung bedürfen                                                                  | sofort behandeln                |
| 3          | Verwundete, die auch unaufschiebbarer, nur konservativ-operativer Hilfe bedürfen                                                | nach der Gruppe 2 behandeln     |
| 4          | Verwundete, bei denen die unmittelbare chirurgische Hilfe nur wegen eines schädlichen oder unbequemen Transportes notwendig ist | nach der Gruppe 3 behandeln     |
| 5          | alle Verwundeten, bei denen ein einfacher Deckverband oder eine Extraktion der oberflächlich liegenden Kugel erfolgt            | vor Ort/bei der Truppe belassen |

Dieses Schema gilt als eine der ersten Klassifikationen, die auch die äußeren Umstände (medizinische Möglichkeiten, Transport) mit berücksichtigt, war jedoch deutlich auf die Kriegschirurgie gemünzt. Besondere Bedeutung gewinnt dieses Schema, da es sich auch international durchsetzte, 1866 wurde es von der preußischen Armee übernommen, später auch von den anderen Sanitätsdiensten verbündeter Armeen. Es wurde noch im Ersten und teilweise auch im Zweiten Weltkrieg benutzt.

### NATO-Standard (um 1950)

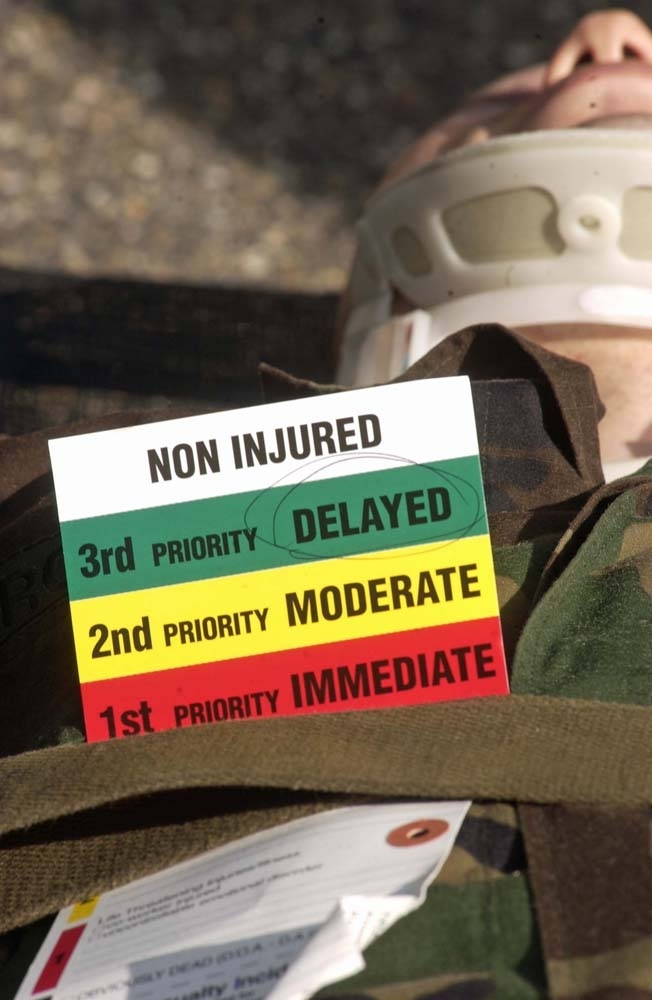
Bei der US Army verwendete Sichtungskategorien während einer Übung

International ist heute die Einteilung der North Atlantic Treaty Organisation (NATO) bekannt, die für das militärische Sanitätswesen und die Erfordernisse der Kriegsmedizin in den Bündnisländern folgende Einstufung vorgibt:
| Kategorie                                     | Patientenzustand                                                                                          | Maßnahmen                                                  |
| --------------------------------------------- | --- | ---------------------------------------------------------- |
| T1 (immediate/sofort)                         | lebensbedrohliche Verletzungen, aber mit hoher Überlebenschance bei Behandlung                            | sofortige lebensrettende Maßnahmen, rascher MedEvac        |
| T2 (urgent/dringend, ehem. delayed/verzögert) | schwere Verletzungen, aber nicht in einem unmittelbar lebensbedrohlichem Zustand                          | stabilisierende Behandlung, schneller MedEvac              |
| T3 (minimal)                                  | leichte Verletzungen, die selbstständig versorgt werden können                                            | Erste-Hilfe-Material, Transport                            |
| T4 (expectant/abwartend)                      | wird voraussichtlich sterben                                                                              | nur unterstützende Schmerz- und Angstbehandlung, Transport |
| Dead (Tod)                                    | Todesfeststellung durch medizinisches Personal oder nicht überlebbare Verletzungen und ohne Lebenszeichen | keine Behandlung, Sammeln, Schützen, Transport             |

Die Farbgebungen wurden erstmals im Rahmen dieses NATO-Schemas zugeordnet und werden bis heute verwendet.

### Klassifikation nach Lent (1972)
| Einstufung            | Bedeutung                                  |
| --------------------- | ------------------------------------------ |
| schwerverletzt        | dekompensierte Störung der Vitalfunktionen |
| mittelschwer verletzt | kompensierte Störung der Vitalfunktionen   |
| leichtverletzt        | keine Störung der Vitalfunktionen          |

Die Einstufung orientiert sich dabei streng nach der Beeinträchtigung der Vitalfunktionen. Dieses Schema ist für den täglichen Rettungsdienst-Einsatz gedacht und zeigte sich für den Massenanfall von Verletzten oder Erkrankten als nicht tauglich, da es die Umstände unberücksichtigt lässt und eine Behandlungsreihenfolge nur mittelbar impliziert. Im individualmedizinischen Notfall ist es jedoch bis heute gebräuchlich.

### Empfehlung der BAND (1996)
Im September 1996 wurde von der Bundesvereinigung der Arbeitsgemeinschaft Notärzte Deutschlands (BAND) speziell für das rettungsdienstliche Großschadensereignis in Deutschland die folgende Einstufung vorgeschlagen:
| Kategorie | Patientenzustand                               | Dringlichkeit der Behandlung           |
| --------- | ---------------------------------------------- | -------------------------------------- |
| 1         | vitale Bedrohung                               | dringliche Sofortbehandlung            |
| 2         | Schwerverletzte – zunächst nicht vital bedroht | Überwachung                            |
| 3         | Leichtverletzte                                | Sammelüberwachung                      |
| 4         | Tote                                           | Registrierung, Übergabe an die Polizei |

Dadurch wurde eine Behandlungsreihenfolge festgelegt. „Sterbende ohne Chance“ gab es dagegen in diesem Schema nicht, damit wurde dem Umstand Rechnung getragen, dass es sich hierbei nach Einschätzung der BAND um eine ethisch äußerst fragwürdige Einteilung handelt, die im modernen Rettungswesen auch bei einer höheren Anzahl Verletzter nicht vorgenommen werden sollte. Diese Einstellung ist jedoch nicht mit dem NATO-Standard kompatibel und wurde mit der o. g. Konsensuskonferenz im Jahr 2002 wieder aufgegeben. Eine Transportreihenfolge ist in diesem Schema nicht enthalten.